# しあわせ乳業

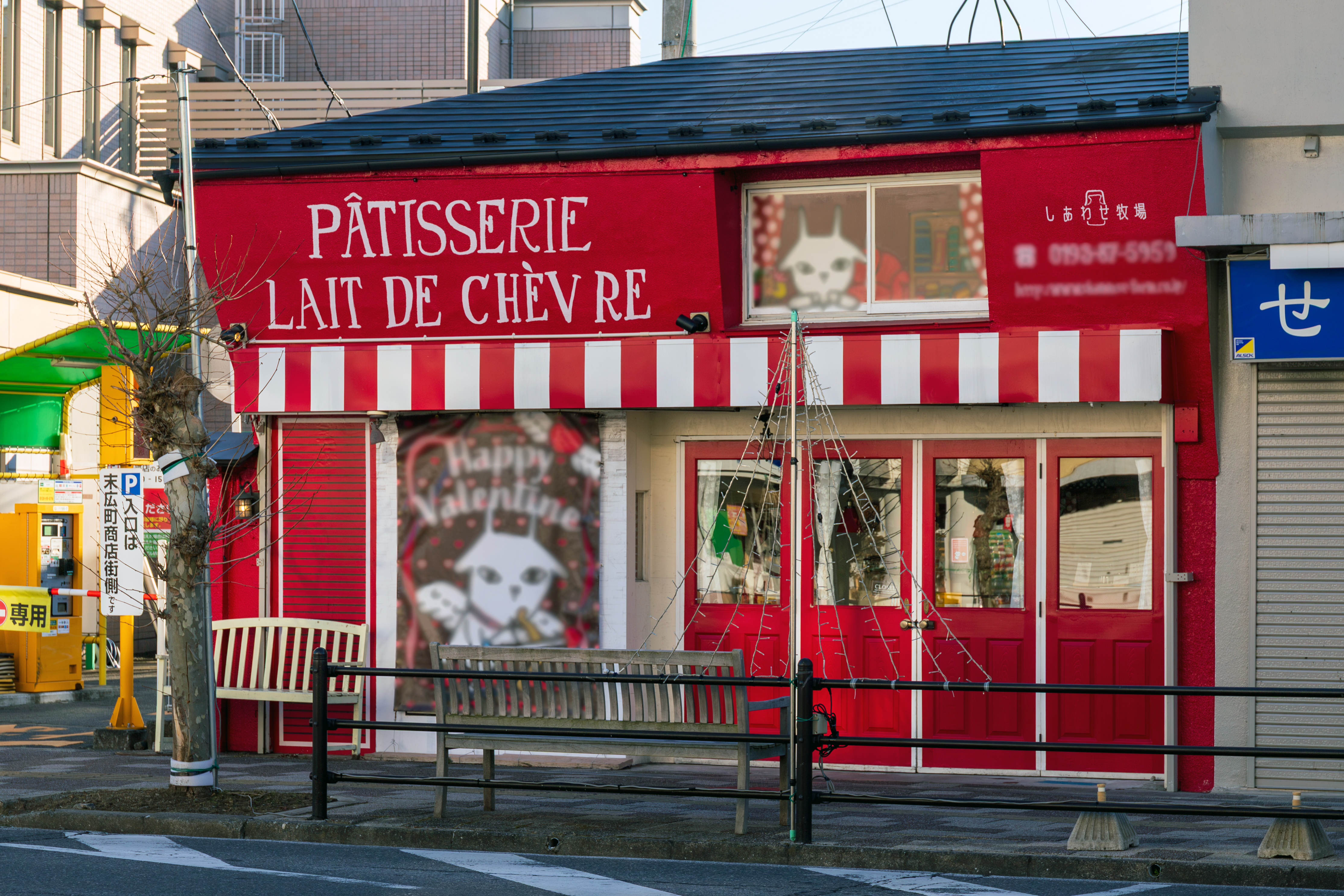
パティスリー レ・ド・シェーブル 宮古店

しあわせ乳業株式会社は、岩手県宮古市にある乳業メーカーである。同市で唯一のメーカーで、自然放牧で飼育された牛から搾った牛乳や乳製品を販売している。また、同市内で洋菓子店の運営も行っている。

## 歴史
1984年6月に中洞正による個人経営の牧場「中洞牧場」として創業。中洞は24時間365日、牛を屋外に放牧して飼育する「周年昼夜型放牧」を確立した。
1997年には自前で生乳加工処理プラントを建設して牛乳の製造販売を開始。2000年に有限会社として法人化したのち、2003年には株式会社化。2007年には新社長として佐藤力が就任し、2008年に「しあわせ乳業株式会社」へ社名変更した。
2017年、牧場でヤギの飼育を始めたことがきっかけで、ヤギの乳を使用したプリン、ヨーグルト、クッキーやケーキなどの製品を開発。2019年3月、三陸鉄道・JR東日本宮古駅前にヤギミルクスイーツ専門店「パティスリー レ・ド・シェーブル」を開店した。取扱い商品のヤギミルククリームパンがテレビ番組で取り上げられ、一時は購入まで半年待ちとなるほどの人気となった。2023年10月には宮城県仙台市にも出店したが、2025年2月に閉店した。

## 取扱商品
- 「四季むかしの牛乳」
- 「しあわせ牧場カップアイス」